# Zürcher Ratsherrentopf
Der Zürcher Ratsherrentopf (auch Zürcher Zunfttopf oder Zürcher Zouftschriibertopf) ist ein traditionelles Gericht aus der Stadt Zürich. Der Topf besteht aus verschiedenen Fleisch- und Gemüsesorten sowie Kartoffeln. 

## Zutaten und Zubereitung
Die originäre Speise besteht aus: 
- kleinen Rindsfilet- und Kalbsfiletstücken oder -médaillons und/oder ergänzt mit Filet vom Schwein
- Innereien: angebratene Kalbsleber- und Kalbsnieren- sowie zuweilen auch Hirn-, Milkenscheiben
- Specktranchen und Cipollatawürstchen
- Gemüse wie Erbsen und z. B. Rüebli, Silberzwiebeln und/oder Champignons sowie
- gebratene Kartoffeln

Gegenüber andern Ratsherrentöpfen zeichnet sich der Zürcher Ratsherrentopf durch seine Vielfalt aus. So besteht z. B. der Berner Ratsherrentopf, eine Spezialität aus dem Emmental, aus Kalbshaxe und Rösti oder Bratkartoffeln.
Wie beim berühmteren „Zürcher Geschnetzelten“ wird meist auch beim Zürcher Ratsherrentopf auf die Innereien verzichtet, um den heutigen Vorlieben entgegenzukommen. Dennoch zeichnet er sich noch immer durch eine Vielzahl der traditionellen Fleischarten aus, die jedoch nicht einfach wie bei einem Spiesschen gemeinsam gegrillt, sondern einzeln sorgfältig zubereitet werden. Da diese Art der Zubereitung sehr aufwändig ist, ist das Gericht meist nur auf Vorbestellung oder bei besonderen Anlässen erhältlich. Das Fleisch mit dem Gemüse und den Kartoffelstückchen werden typischerweise auf einer Platte arrangiert.